# Rahat (Israel)
Rahat (em hebraico; רהט, em árabe:رهط) é uma cidade no distrito Sul de Israel. Segundo o Escritório Central de Estatísticas de Israel no final de 2004 a cidade tinha uma população total de 37.400 habitantes. E sendo assim, é o maior povoação de beduínos em Israel, e a única que é cidade.

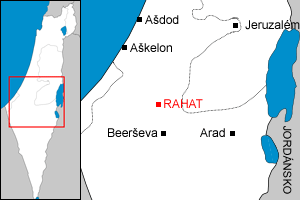
Mapa de Rahat.